# Gerhard Nickel

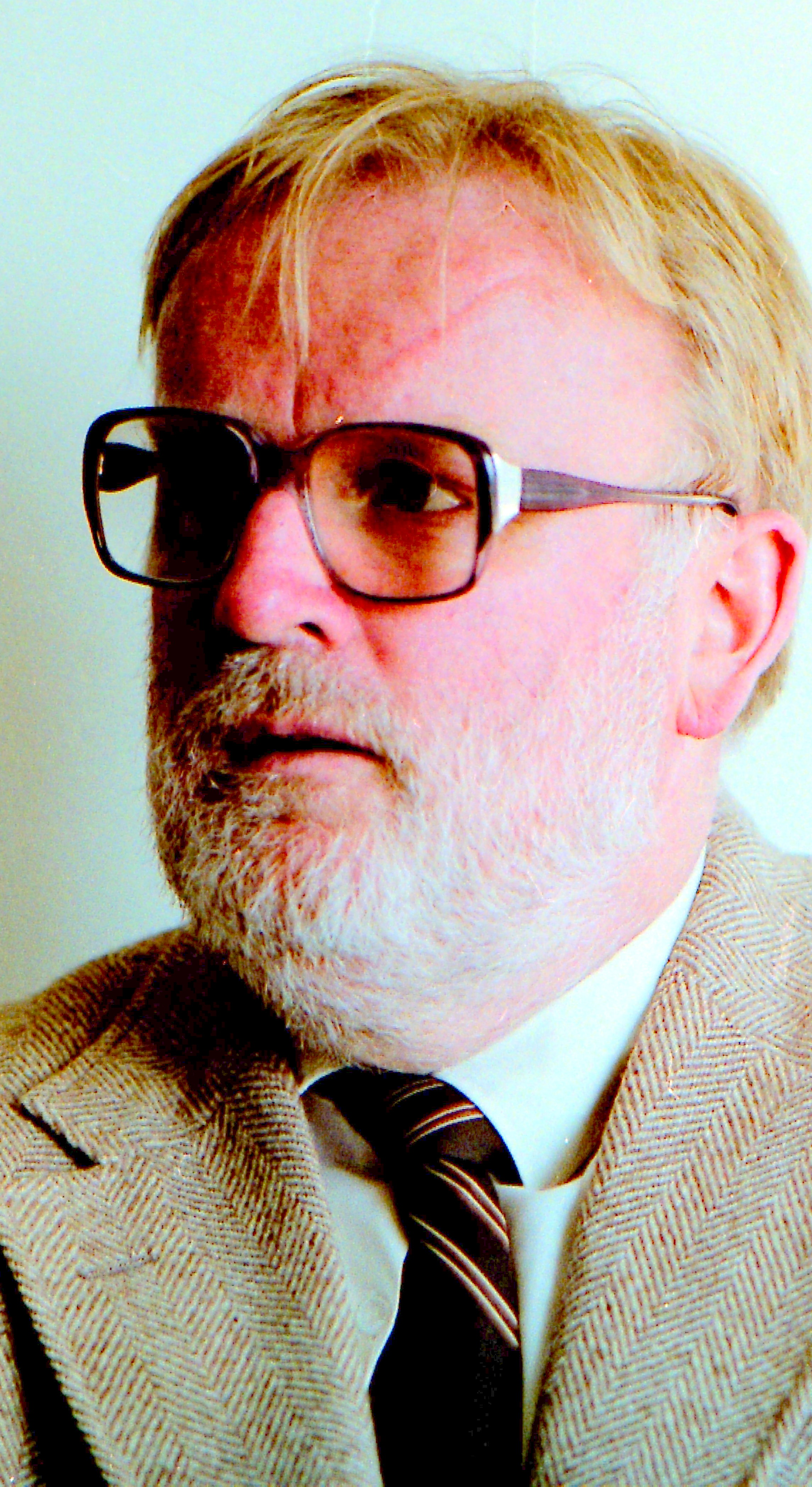
Gerhard Nickel

Gerhard Nickel (* 15. August 1928 in Hedwigstein, Kreis Rosenberg, Oberschlesien; † 23. Juli 2015 in Stuttgart) war ein deutscher Linguist und anglistischer Mediävist. Er war ein bedeutender Sprachwissenschaftler, der als einer der ersten die strukturale Linguistik in Deutschland gelehrt hat und ein Pionier der Angewandten Linguistik war. Er war linguistischer Berater des Europarats und der UNESCO und lehrte als Ordinarius seit dem Jahre 1969 bis zu seiner Emeritierung im Jahre 1996 anglistische Linguistik an der Universität Stuttgart.

## Werdegang
In Oberschlesien geboren, erlebte er aufgrund der frühen Evakuierung seiner Heimat im Winter 1944/45 seine Einberufung in früher und direkter Abfolge zum Reichsarbeitsdienst und zur Luftwaffe mit anschließender englischer Kriegsgefangenschaft.
Trotz wirtschaftlich widrigster Umstände kämpfte er sich nach seiner Entlassung durch Arbeit in Fabriken und im Tiefbau zum Abitur durch.
Er studierte danach die Fächer Englisch und Französisch an der Friedrich-Alexander-Universität Erlangen und absolvierte dort sein Staatsexamen. Diverse Stipendien erlaubten ihm danach Studien und Forschungsaufenthalte in den USA, England, Frankreich und Spanien. Ein Fulbright-Stipendium ermöglichte ihm ein Studium an der University of South Carolina (Columbia) mit dem Abschluss eines Master of Arts im Jahre 1951. Aufgrund der außergewöhnlich hohen Qualität seiner Magisterarbeit zum Thema The influence of English restoration comedy in early American comedy führte dazu, dass er zum Ehrenmitglied der Alpha Beta Kappa Society ernannt wurde.
Im Jahre 1952 promovierte er an der Friedrich-Alexander-Universität Erlangen mit einer Dissertation zum Thema Der soziokulturelle Hintergrund der frühen amerikanischen Komödie. Nach mehrjährigem Schuldienst wurde er von 1959 bis 1960 British Council Fellow und forschte unter der Leitung von Randolph Quirk an der University of Durham auf dem Gebiet der historischen und gegenwärtigen englischen Syntax.  Im Jahre 1962 erfolgte die Habilitation an der Friedrich-Alexander-Universität Erlangen mit einer Arbeit zum Thema Die Expanded Form im Altenglischen. Publiziert wurde diese Arbeit im Jahre 1966 und gilt nach wie vor als eines der Standardwerke zu diesem Thema. Ein Jahr nach Erteilung der venia legendi erhielt er einen Ruf auf den Lehrstuhl für anglistische Linguistik an der Christian-Albrechts-Universität zu Kiel. Im Jahre 1969 nahm er einen Ruf an die Universität Stuttgart an und blieb dort – trotz Rufen an die Freie Universität Berlin, die Universität Duisburg und Johannes Gutenberg-Universität Mainz sowie an die amerikanischen Universitäten South Carolina und Northern Illinois – bis zu seiner Emeritierung im Jahre 1996 Ordinarius für anglistische Linguistik. Im Jahre 1975 gründete er dort das Sprachenzentrum, das er für viele Jahre als Direktor führte.
Gerhard Nickel gehörte der aussterbenden Spezies von Philologen an, die zugleich Mediävistik und moderne Sprachwissenschaft vertreten. So leitete er sowohl ein DFG-Projekt zur Beowulf-Forschung als auch eines der VW-Stiftung zur Angewandten Kontrastiven Sprachwissenschaft (PAKS). Darüber hinaus war er einer der Gründungsväter, langjähriger Generalsekretär und zuletzt Ehrenmitglied der Association Internationale de Linguistique Appliquée (AILA) und auch der Deutschen Gesellschaft für Angewandte Linguistik (GAL), deren Mitbegründer und langjähriger Ehrenpräsident er war. Das Londoner Institute of Linguists ehrte ihn mit der Ernennung zum Honorary Fellow und mit der Verleihung der Diamond Jubilee Medal. Seit 1969 war er Mitglied des Wissenschaftlichen Beirates des Instituts für deutsche Sprache in Mannheim.
Seine Tätigkeiten als linguistischer Experte der UNESCO des Europarates, seine Mitwirkung an mehreren Fachzeitschriften, u. a. seit 1967 als Mitherausgeber der International Review of Applied Linguistics (IRAL), seine weit über 100 Publikationen bescherten ihm zahlreiche und oft wiederholte Einladungen zu Gastprofessuren, Seminaren und Vorträgen (u. a. im Auftrag des Goethe-Instituts und des British Council) auf allen Kontinenten. Zahlreiche seiner Schüler haben Lehrstühle im In- und Ausland inne. Seit seiner Emeritierung folgte er regelmäßig dem Ruf seiner oberschlesischen Heimat, übernahm dort Gastprofessuren und half beim Auf- und Ausbau neuer Hochschulen und linguistischer Projekte. Im Jahre 1986 verlieh ihm die Universität Posen die Universitätsmedaille und im Jahre 1996 die Universität von Oppeln die Ehrendoktorwürde.

## Publikationen (Auswahl)
- Die Expanded Form im Altenglischen. Vorkommen, Funktion und Herkunft der Umschreibung beon/wesan und Partizip Präsens (= Kieler Beiträge zur Anglistik und Amerikanistik. 3, ISSN 0453-8463). Wachholtz, Neumünster 1966.
- als Herausgeber: Reader zur kontrastiven Linguistik (= Schwerpunkte Linguistik und Kommunikationswissenschaft. 10). Athenäum, Frankfurt am Main 1972, ISBN 3-7610-4710-X.
- Einführung in die Linguistik. Entwicklungen, Probleme, Methoden (= Grundlagen der Anglistik und Amerikanistik. 10) Schmidt, Berlin 1979, ISBN 3-503-01615-5 (2. Aufl. 1985).
- als Herausgeber: Beowulf und die kleineren Denkmäler der Heldensage Waldere und Finnsburg. 3 Bände. Winter, Heidelberg 1976–1982;
- als Herausgeber mit James C. Stalker: Problems of Standardization and Linguistic Variation in Present-Day English (= Studies in Descriptive Linguistics. 15). Groos, Heidelberg 1986, ISBN 3-87276-557-4.

## Festschriften
- Josef Klegraf, Dietrich Nehls (Hrsg.): Essays on the English Language and Applied Linguistics. On the Occasion of Gerhard Nickel’s 60th Birthday (= Studies in Descriptive Linguistics. 18). Groos, Heidelberg 1988, ISBN 3-87276-602-3.
- Wolfgang Kühlwein (Hrsg.): Language as Structure and Language as Process. In Honour of Gerhard Nickel on the Occasion of His 70th Birthday (= Fokus. Linguistisch-philologische Studien. 22). WVT – Wissenschaftlicher Verlag Trier, Trier 1998, ISBN 3-88476-310-5.